# یان کویکس
یان کویکس (انگلیسی: Jan Kuyckx؛ زادهٔ ۲۰ مهٔ ۱۹۷۹ ‏(۴۵ سال)) دوچرخه‌سوار اهل بلژیک است.